# MAZ-4371
Der Lastkraftwagen MAZ-4371 (russisch МАЗ-4371, deutsche Transkription eigentlich MAS-4371) ist ein Lkw-Typ des belarussischen Fahrzeugherstellers Minski Awtomobilny Sawod, der seit dem Jahr 2003 in Serie produziert wird.

## Beschreibung
Bei dem Fahrzeug handelt es sich um einen zweiachsigen Lkw, der hauptsächlich für den Nahverkehr im Verbund mit Anhängern konzipiert wurde. Im Gegensatz zum ähnlichen Modell MAZ-4370 verfügt er jedoch neben den drei Sitzen über eine Schlafgelegenheit in der Kabine, was ihn auch für längere Fahrten tauglich macht.
Seit 2005 wird eine Version mit modernisierter Kabine angeboten. Aktuell werden fünf verschiedene Modellvarianten vom Hersteller angeboten. Dabei erfüllt nur der  MAZ-437143 nicht die Euro-IV-Norm, der über einen russischen Dieselmotor vom Typ MMS-D245.30E3 mit 114 kW Leistung verfügt. Die anderen Modelle sind auch mit Importmotoren von Cummins Engine erhältlich. Alle Varianten werden vom Hersteller als Pritsche mit Plane Fahrgestell für individuelle Aufbauten angeboten, verfügen über ABS und einen Motorvorwärmer für den Einsatz in besonders kalten Regionen. Historisch gab es auch den MAZ-473130, diese Version wird vom Hersteller mit Stand 2016 aber nicht mehr angeboten.
Auf Basis des MAZ-4371 wird seit 2006 die Sattelzugmaschine MAZ-4471 gefertigt.

## Technische Daten

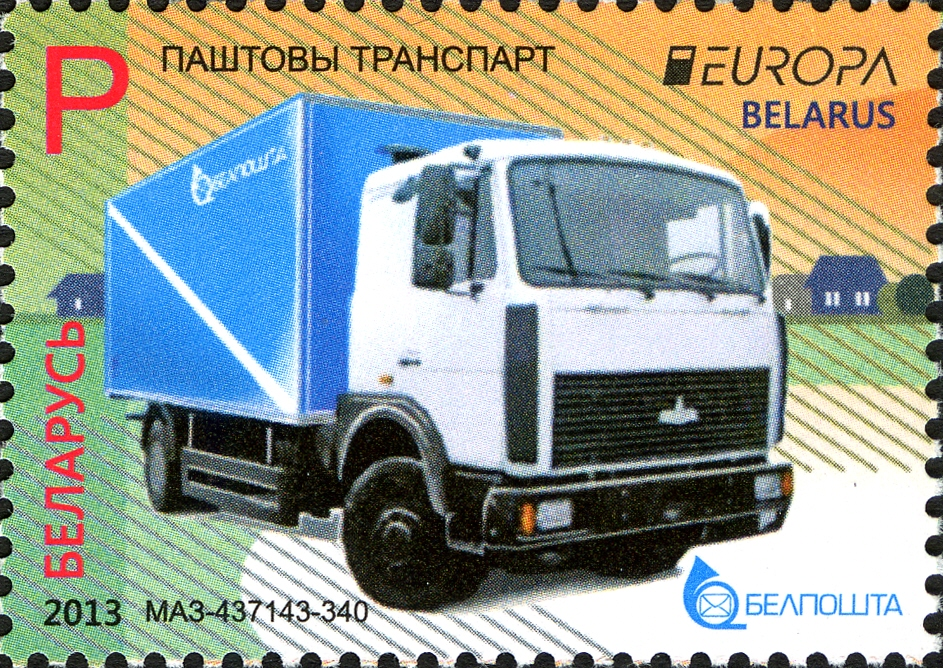
Belarussische Briefmarke mit MAZ-4371 als Motiv

Alle für das Modell mittlerweile nicht mehr angebotene Modell MAZ-437130, wobei die Unterschiede hauptsächlich im Motortyp und im verbauten Getriebe liegen.
- Motor: Sechszylinder-Dieselmotor
- Motortyp: Deutz BF4M1013 (erfüllt EURO-3-Abgasnorm)
- Leistung: 125 kW (170 PS)
- Drehmoment: 577 Nm
- Getriebe: ZF S5-42
- Schaltung: 5 Gänge, mechanisch
- Tankinhalt: 200 l Dieselkraftstoff
- Verbrauch (im Betrieb als Zug mit Anhänger): 23 l/100 km
- Höchstgeschwindigkeit: 100 km/h
- Antriebsformel: (4×2)

Abmessungen und Gewichtsangaben
- Länge: 8240 mm
- Breite: 2488 mm
- Höhe: 3450 mm
- Radstand: 3700 mm bzw. auch 4200 mm
- Zulässiges Gesamtgewicht des Fahrzeugs: 10.100 kg
- Leergewicht: 5500–5600 kg
- Zuladung: ca. 4500 kg, je nach Aufbau
- Ladevolumen: 30 m³
- Achslast vorne: 3800 kg
- Achslast hinten: 6300 kg
- Zulässige Anhängelast: 9900 kg
- Zulässiges Gesamtgewicht des Zuges: 18.000 kg
- Reifendimension: 235/75R17,5